# Jeremias Mittendorff
Jeremias Mittendorff est un peintre flamand, actif à Ypres et à Lille entre 1620 et 1630.

## Biographie
Aucune donnée biographique le concernant n'est disponible. Auteur de retables, son œuvre connue actuellement est constituée de deux triptyques datés respectivement de 1621 et de 1629. 
Quelques rares tableaux sont encore conservés aujourd'hui dans des églises près d'Ypres, ainsi qu'à Lille où il a travaillé chez les dominicains, dont le prieur était de sa famille.

## Œuvres
- Triptyque dans l'église de Lo en Flandre occidentale
- Le Martyre de saint Pierre de Vérone (1629), 293 × 185 cm, Palais des beaux-arts de Lille en provenance du couvent des dominicains de Lille. L'historien belge Jan de Maere[2] a découvert que le tableau de Lille est la partie centrale d'un triptyque, démembré à une date inconnue, probablement au XVIIIe siècle. Les deux volets, peints recto verso (300 × 83 cm), qui accompagnaient la partie centrale sont la propriété de la Galerie Aaron à Paris[3]. Reconstitué provisoirement à l'occasion de la réouverture du Musée de Lille en 1997[1], les volets manquants ont été acquis par le musée en 2001[4] :
  - Volet gauche ouvert : Saint Pierre détrompe le jeu satanique des hérétiques
  - Volet droit ouvert : Le Miracle de la nuée
  - Volet gauche fermé : Miracle (?) devant le buste reliquaire de saint Pierre de Vérone
  - Volet droit fermé : Prise d'habit du saint
- Salomé recevant la tête de saint Jean-Baptiste, Palais des beaux-arts de Lille.